# Canottaggio ai Giochi della XXX Olimpiade - Singolo maschile
Il singolo maschile dei Giochi della XXX Olimpiade si è svolto tra il 28 luglio e il 3 agosto 2012. Hanno partecipato 33 equipaggi.
La gara è stata vinta dal neozelandese Mahé Drysdale, che ha concluso la finale con il tempo di 6'57"82, mentre l'argento e il bronzo sono andati rispettivamente a Ondřej Synek e ad Alan Campbell.

## Formato
La competizione si svolge su quattro turni, in ognuno dei quali i primi tre classificati di ogni batteria avanzano al turno successivo. Gli equipaggi eliminati al primo turno competono in tre batterie di ripescaggio, ognuna delle quali qualifica altri due atleti al secondo turno.
Gli equipaggi eliminati partecipano ad un analogo tabellone che determina i piazzamenti.

## Programma
| Data           | Ora (BST/UTC+1) | Turno            |
| -------------- | --------------- | ---------------- |
| 28 luglio 2012 | 12:30           | Batterie         |
| 29 luglio 2012 | 9:50            | Ripescaggi       |
| 31 luglio 2012 | 9:30            | Semifinali E/F   |
| 31 luglio 2012 | 10:40           | Quarti di finale |
| 1º agosto 2012 | 9:30            | Semifinali C/D   |
| 1º agosto 2012 | 11:20           | Semifinali       |
| 3 agosto 2012  | 9:30            | Finali           |
| 3 agosto 2012  | 12:30           | Finale A         |

## Risultati

### Batterie
| Pos. | Atleti                | Nazione | Tempo   | Note |
| ---- | --------------------- | ------- | ------- | ---- |
| 1    | Tim Maeyens           | Belgio  | 6'42"52 | Q OB |
| 2    | Ángel Fournier        | Cuba    | 6'46"35 | Q    |
| 3    | Patrick Loliger Salas | Messico | 6'51"78 | Q    |
| 4    | Sawarn Singh          | India   | 6'54"04 | R    |
| 5    | Óscar Vásquez         | Cile    | 7'06"33 | R    |
| 6    | Mohsen Shadi          | Iran    | 7'27"42 | R    |

| Pos. | Atleti              | Nazione   | Tempo   | Note |
| ---- | ------------------- | --------- | ------- | ---- |
| 1    | Marcel Hacker       | Germania  | 6'43"80 | Q    |
| 2    | Santiago Fernández  | Argentina | 6'46"03 | Q    |
| 3    | Henrik Stephansen   | Danimarca | 6'46"32 | Q    |
| 4    | Mindaugas Griškonis | Lituania  | 6'46"56 | R    |
| 5    | Víctor Aspillaga    | Perù      | 7'13"79 | R    |
| 6    | So Sau Wah          | Hong Kong | 7'15"91 | R    |

| Pos. | Atleti                 | Nazione     | Tempo   | Note |
| ---- | ---------------------- | ----------- | ------- | ---- |
| 1    | Lassi Karonen          | Svezia      | 6'45"42 | Q    |
| 2    | Aleksandăr Aleksandrov | Azerbaigian | 6'49"81 | Q    |
| 3    | Mathias Raymond        | Monaco      | 6'58"60 | Q    |
| 4    | Anderson Nocetti       | Brasile     | 7'03"78 | R    |
| 5    | James Fraser Mackenzie | Zimbabwe    | 7'16"83 | R    |
| 6    | Paul Etia Ndoumbe      | Camerun     | 7'29"77 | R    |

| Pos. | Atleti                | Nazione       | Tempo   | Note |
| ---- | --------------------- | ------------- | ------- | ---- |
| 1    | Mahé Drysdale         | Nuova Zelanda | 6'49"69 | Q    |
| 2    | Olaf Tufte            | Norvegia      | 7'00"90 | Q    |
| 3    | Nour El-Din Hassanein | Egitto        | 7'06"17 | Q    |
| 4    | Roberto López         | El Salvador   | 7'23"75 | R    |
| 5    | Hamadou Djibo Issaka  | Niger         | 8'25"56 | R    |

| Pos. | Atleti             | Nazione       | Tempo   | Note |
| ---- | ------------------ | ------------- | ------- | ---- |
| 1    | Alan Campbell      | Gran Bretagna | 6'47"62 | Q    |
| 2    | Zhang Liang        | Cina          | 6'50"71 | Q    |
| 3    | Michał Słoma       | Polonia       | 6'54"58 | Q    |
| 4    | Kim Dong-Yong      | Corea del Sud | 7'05"24 | R    |
| 5    | Vladislav Yakovlev | Kazakistan    | 7'16"34 | R    |

| Pos. | Atleti            | Nazione       | Tempo   | Note |
| ---- | ----------------- | ------------- | ------- | ---- |
| 1    | Ondřej Synek      | Rep. Ceca     | 6'53"23 | Q    |
| 2    | Mario Vekić       | Croazia       | 7'02"63 | Q    |
| 3    | Kenneth Jurkowski | Stati Uniti   | 7'08"49 | Q    |
| 4    | Wang Ming-Hui     | Taipei cinese | 7'15"77 | R    |
| 5    | Aymen Mejri       | Tunisia       | 7'21"64 | R    |

### Ripescaggi
| Pos. | Atleti            | Nazione       | Tempo   | Note |
| ---- | ----------------- | ------------- | ------- | ---- |
| 1    | Sawarn Singh      | India         | 7'00"49 | Q    |
| 2    | Kim Dong-Yong     | Corea del Sud | 7'03"91 | Q    |
| 3    | Víctor Aspillaga  | Perù          | 7'10"54 |      |
| 4    | Aymen Mejri       | Tunisia       | 7'11"94 |      |
| 5    | Paul Etia Ndoumbe | Camerun       | 7'24"15 |      |

| Pos. | Atleti                 | Nazione       | Tempo   | Note |
| ---- | ---------------------- | ------------- | ------- | ---- |
| 1    | Mindaugas Griškonis    | Lituania      | 7'00"19 | Q    |
| 2    | Mohsen Shadi           | Iran          | 7'11"55 | Q    |
| 3    | Wang Ming-Hui          | Taipei cinese | 7'16"84 |      |
| 4    | James Fraser Mackenzie | Zimbabwe      | 7'19"85 |      |
| 5    | Hamadou Djibo Issaka   | Niger         | 8'39"66 |      |

| Pos. | Atleti             | Nazione     | Tempo   | Note |
| ---- | ------------------ | ----------- | ------- | ---- |
| 1    | Anderson Nocetti   | Brasile     | 7'07'17 | Q    |
| 2    | Óscar Vásquez      | Cile        | 7'09'12 | Q    |
| 3    | So Sau Wah         | Hong Kong   | 7'13'75 |      |
| 4    | Vladislav Yakovlev | Kazakistan  | 7'22'00 |      |
| 5    | Roberto López      | El Salvador | 7'27'75 |      |

### Quarti di finale
| Pos. | Atleti              | Nazione       | Tempo   | Note           |
| ---- | ------------------- | ------------- | ------- | -------------- |
| 1    | Mahé Drysdale       | Nuova Zelanda | 6'54"86 | Q              |
| 2    | Tim Maeyens         | Belgio        | 6'56"65 | Q              |
| 3    | Mindaugas Griškonis | Lituania      | 7'00"80 | Q              |
| 4    | Mario Vekić         | Croazia       | 7'05"78 | Semifinale C/D |
| 5    | Michał Słoma        | Polonia       | 7'21"55 | Semifinale C/D |
| 6    | Óscar Vásquez       | Cile          | 7'24"07 | Semifinale C/D |

| Pos. | Atleti                 | Nazione       | Tempo   | Note           |
| ---- | ---------------------- | ------------- | ------- | -------------- |
| 1    | Alan Campbell          | Gran Bretagna | 6'52"10 | Q              |
| 2    | Marcel Hacker          | Germania      | 6'54"18 | Q              |
| 3    | Aleksandăr Aleksandrov | Azerbaigian   | 6'56"36 | Q              |
| 4    | Patrick Loliger Salas  | Messico       | 7'00"20 | Semifinale C/D |
| 5    | Kim Dong-Yong          | Corea del Sud | 7'16"22 | Semifinale C/D |
| 6    | Anderson Nocetti       | Brasile       | 7'17"37 | Semifinale C/D |

| Pos. | Atleti                | Nazione     | Tempo   | Note           |
| ---- | --------------------- | ----------- | ------- | -------------- |
| 1    | Lassi Karonen         | Svezia      | 6'57"06 | Q              |
| 2    | Santiago Fernández    | Argentina   | 7'01"57 | Q              |
| 3    | Zhang Liang           | Cina        | 7'02"03 | Q              |
| 4    | Sawarn Singh          | India       | 7'11"59 | Semifinale C/D |
| 5    | Kenneth Jurkowski     | Stati Uniti | 7'18"27 | Semifinale C/D |
| 6    | Nour El-Din Hassanein | Egitto      | 7'23"12 | Semifinale C/D |

| Pos. | Atleti            | Nazione   | Tempo   | Note |
| ---- | ----------------- | --------- | ------- | ---- |
| 1    | Ondřej Synek      | Rep. Ceca | 6'53"32 | Q    |
| 2    | Ángel Fournier    | Cuba      | 6'54"12 | Q    |
| 3    | Olaf Tufte        | Norvegia  | 6'55"36 | Q    |
| 4    | Henrik Stephansen | Danimarca | 6'55"95 |      |
| 5    | Mathias Raymond   | Monaco    | 7'20"16 |      |
| 6    | Mohsen Shadi      | Iran      | 7'32"72 |      |

### Semifinali

#### Semifinali E/F
| Pos. | Atleti               | Nazione     | Tempo   | Note         |
| ---- | -------------------- | ----------- | ------- | ------------ |
| 1    | So Sau Wah           | Hong Kong   | 7'44"20 | Q (finale E) |
| 2    | Víctor Aspillaga     | Perù        | 7'53"76 | Q (finale E) |
| 3    | Roberto López        | El Salvador | 7'57"89 | Q (finale E) |
| 4    | Hamadou Djibo Issaka | Niger       | 9'07"99 | Finale F     |

| Pos. | Atleti                 | Nazione       | Tempo   | Note |
| ---- | ---------------------- | ------------- | ------- | ---- |
| 1    | Wang Ming-Hui          | Taipei cinese | 7'33"18 | Q    |
| 2    | Vladislav Yakovlev     | Kazakistan    | 7'33"29 | Q    |
| 3    | James Fraser Mackenzie | Zimbabwe      | 7'33"81 | Q    |
| 4    | Paul Etia Ndoumbe      | Camerun       | 7'35"48 |      |
| 5    | Aymen Mejri            | Tunisia       | 7'58"48 |      |

#### Semifinali C/D
| Pos. | Atleti          | Nazione       | Tempo   | Note         |
| ---- | --------------- | ------------- | ------- | ------------ |
| 1    | Mario Vekić     | Croazia       | 7'33"51 | Q (finale C) |
| 2    | Sawarn Singh    | India         | 7'36"25 | Q (finale C) |
| 3    | Mathias Raymond | Monaco        | 7'38"17 | Q (finale C) |
| 4    | Kim Dong-Yong   | Corea del Sud | 7'48"09 | Finale D     |
| 5    | Óscar Vásquez   | Cile          | 7'57"36 | Finale D     |
| 6    | Mohsen Shadi    | Iran          | 8'20"29 | Finale D     |

| Pos. | Atleti                | Nazione     | Tempo   | Note         |
| ---- | --------------------- | ----------- | ------- | ------------ |
| 1    | Henrik Stephansen     | Danimarca   | 7'29"76 | Q (finale C) |
| 2    | Patrick Loliger Salas | Messico     | 7'29"82 | Q (finale C) |
| 3    | Michał Słoma          | Polonia     | 7'39"00 | Q (finale C) |
| 4    | Nour El-Din Hassanein | Egitto      | 7'44"53 | Finale D     |
| 5    | Anderson Nocetti      | Brasile     | 7'54"18 | Finale D     |
| 6    | Kenneth Jurkowski     | Stati Uniti | 7'56"51 | Finale D     |

#### Semifinali A/B
| Pos. | Atleti              | Nazione       | Tempo   | Note     |
| ---- | ------------------- | ------------- | ------- | -------- |
| 1    | Mahé Drysdale       | Nuova Zelanda | 7'18"11 | Q        |
| 2    | Lassi Karonen       | Svezia        | 7'19"77 | Q        |
| 3    | Marcel Hacker       | Germania      | 7'22"07 | Q        |
| 4    | Ángel Fournier      | Cuba          | 7'30"19 | Finale B |
| 5    | Mindaugas Griškonis | Lituania      | 7'31"72 | Finale B |
| 6    | Olaf Tufte          | Norvegia      | 7'35"31 | Finale B |

| Pos. | Atleti                 | Nazione       | Tempo   | Note     |
| ---- | ---------------------- | ------------- | ------- | -------- |
| 1    | Ondřej Synek           | Rep. Ceca     | 7'16"58 | Q        |
| 2    | Alan Campbell          | Gran Bretagna | 7'18"92 | Q        |
| 3    | Aleksandar Aleksandrov | Azerbaigian   | 7'20"80 | Q        |
| 4    | Santiago Fernández     | Argentina     | 7'29"68 | Finale B |
| 5    | Zhang Liang            | Cina          | 7'31"52 | Finale B |
| 6    | Tim Maeyens            | Belgio        | 7'39"78 | Finale B |

### Finali
| Pos. | Atleti               | Nazione | Tempo   | Note |
| ---- | -------------------- | ------- | ------- | ---- |
| 1    | Aymen Mejri          | Tunisia | 7'33"62 |      |
| 2    | Paul Etia Ndoumbe    | Camerun | 7'46"23 |      |
| 3    | Hamadou Djibo Issaka | Niger   | 8'53"88 |      |

| Pos. | Atleti                 | Nazione       | Tempo   | Note |
| ---- | ---------------------- | ------------- | ------- | ---- |
| 1    | So Sau Wah             | Hong Kong     | 7'29"35 |      |
| 2    | Wang Ming-Hui          | Taipei cinese | 7'33"28 |      |
| 3    | Víctor Aspillaga       | Perù          | 7'35"88 |      |
| 4    | Vladislav Yakovlev     | Kazakistan    | 7'36"14 |      |
| 5    | Roberto López          | El Salvador   | 7'41"32 |      |
| 6    | James Fraser Mackenzie | Zimbabwe      | 7'46"49 |      |

| Pos. | Atleti                | Nazione       | Tempo   | Note |
| ---- | --------------------- | ------------- | ------- | ---- |
| 1    | Anderson Nocetti      | Brasile       | 7'25"03 |      |
| 2    | Nour El-Din Hassanein | Egitto        | 7'27"19 |      |
| 3    | Kim Dong-Yong         | Corea del Sud | 7'27"94 |      |
| 4    | Mohsen Shadi          | Iran          | 7'31"42 |      |
| 5    | Óscar Vásquez         | Cile          | 7'36"79 |      |
| –    | Kenneth Jurkowski     | Stati Uniti   |         | DNS  |

| Pos. | Atleti                | Nazione   | Tempo   | Note |
| ---- | --------------------- | --------- | ------- | ---- |
| 1    | Henrik Stephansen     | Danimarca | 7'19"62 |      |
| 2    | Patrick Loliger Salas | Messico   | 7'20"10 |      |
| 3    | Mario Vekić           | Croazia   | 7'27"60 |      |
| 4    | Sawarn Singh          | India     | 7'29"66 |      |
| 5    | Michał Słoma          | Polonia   | 7'34"98 |      |
| 6    | Mathias Raymond       | Monaco    | 7'36"35 |      |

| Pos. | Atleti              | Nazione   | Tempo   | Note |
| ---- | ------------------- | --------- | ------- | ---- |
| 1    | Ángel Fournier      | Cuba      | 7'11"17 |      |
| 2    | Mindaugas Griškonis | Lituania  | 7'15"32 |      |
| 3    | Olaf Tufte          | Norvegia  | 7'18"15 |      |
| 4    | Santiago Fernández  | Argentina | 7'20"40 |      |
| 5    | Zhang Liang         | Cina      | 7'25"64 |      |
| 6    | Tim Maeyens         | Belgio    | 7'27"51 |      |

#### Finale A
| Pos. | Atleti                 | Nazione       | Tempo   | Note |
| ---- | ---------------------- | ------------- | ------- | ---- |
|      | Mahé Drysdale          | Nuova Zelanda | 6'57"82 |      |
|      | Ondřej Synek           | Rep. Ceca     | 6'59"37 |      |
|      | Alan Campbell          | Gran Bretagna | 7'03"28 |      |
| 4    | Lassi Karonen          | Svezia        | 7'04"04 |      |
| 5    | Aleksandar Aleksandrov | Azerbaigian   | 7'09"42 |      |
| 6    | Marcel Hacker          | Germania      | 7'10"21 |      |